# Méliphage souriant
Microptilotis flavirictus
Espèce
Statut de conservation UICN

 LC  : Préoccupation mineure
Le Méliphage souriant (Microptilotis flavirictus) est une espèce de passereaux de la famille des Meliphagidae.

## Répartition
On le trouve en Nouvelle-Guinée.

## Habitat
Il habite les forêts humides tropicales et subtropicales.